# Percina
Genre
Le genre Percina regroupe plusieurs espèces de poissons de la famille des Percidae et se rencontrant principalement en Amérique du Nord.

## Liste des espèces
- Percina antesella - Williams et Etnier, 1977
- Percina aurantiaca - (Cope, 1868)
- Percina aurolineata - Suttkus et Ramsey, 1967
- Percina aurora - Suttkus et Thompson in Suttkus, Thompson et Bart, 1994
- Percina austroperca - Thompson, 1995
- Percina brevicauda - Suttkus et Bart in Suttkus, Thompson et Bart, 1994
- Percina burtoni - Fowler, 1945
- Percina caprodes - (Rafinesque, 1818)
- Percina carbonaria - (Baird et Girard, 1853)
- Percina copelandi - (Jordan, 1877)
- Percina crassa - (Jordan et Brayton, 1878)
- Percina crypta - Freeman, Freeman & Burkhead, 2008
- Percina cymatotaenia - (Gilbert et Meek in Gilbert, 1887)
- Percina evides - (Jordan et Copeland in Jordan, 1877)
- Percina gymnocephala - Beckham, 1980
- Percina jenkinsi - Thompson, 1985
- Percina kathae - Thompson, 1997
- Percina lenticula - Richards et Knapp, 1964
- Percina macrocephala - (Cope, 1867)
- Percina macrolepida - Stevenson, 1971
- Percina maculata - (Girard, 1859)
- Percina nasuta - (Bailey, 1941)
- Percina nigrofasciata - (Agassiz, 1854)
- Percina notogramma - (Raney et Hubbs, 1948)
- Percina oxyrhynchus - (Hubbs et Raney, 1939)
- Percina palmaris - (Bailey, 1940)
- Percina pantherina - (Moore et Reeves, 1955)
- Percina peltata - (Stauffer in Cope, 1864)
- Percina phoxocephala - (Nelson, 1876)
- Percina rex - (Jordan et Evermann in Jordan, 1889)
- Percina roanoka - (Jordan et Jenkins in Jordan, 1889)
- Percina sciera - (Swain, 1883)
- Percina shumardi - (Girard, 1859)
- Percina squamata - (Gilbert et Swain in Gilbert, 1887)
- Percina stictogaster - Burr et Page, 1993
- Percina suttkusi - Thompson, 1997
- Percina tanasi - Etnier, 1976
- Percina uranidea - (Jordan et Gilbert in Gilbert, 1887)
- Percina vigil - (Hay, 1882)